# Teuta illír királyné
Teuta vagy Tefta (ógörög Τεύτα; ? – i. e. 227 után) illír királyné, az i. e. 250 körültől i. e. 231-ig uralkodó Agrón király első felesége, annak halála után, i. e. 231–227 között pedig az Illír Királyság régensnője, a kiskorú Pinnész király gyámja volt. Az illíreket vízen és szárazon ütőképes haderővé fejlesztő férje örökségét vitte tovább, az illír–epiróta háborúban legyőzte az Epiróta Szövetséget (i. e. 230), a fortélyosan megnyert paxoszi tengeri csata után pedig bevette Kerküra szigetét (i. e. 229). A történelmi hagyományban a legnagyobb illír uralkodók között említik a nevét, noha de jure sohasem volt királynő. Emellett területszerzései, nyers erőszakon alapuló politikája, az illír flotta fosztogatásra és kalózkodásra való buzdítása régensi hatalma mindössze négy évében az első római–illír háború (i. e. 229–228) kirobbanásához, így végső soron az Illír Királyság bukásához vezetett. Önként mondott le a régensi tisztségről i. e. 227-ben, sorsa ezt követően ismeretlen.
A nyelvészettudomány szerint a Teuta név a korabeli feliratokból ismert, ’királynő’ jelentésű teutana / τεύτανα szóval hozható kapcsolatba.

## Uralkodása
A kb. i. e. 250-től az Illír Királyság felett uralkodó Agrón király első felesége volt. Agrón az elődjeiét nagyságában és ütőerejében jóval felülmúló flottát és hadsereget szervezett, birodalma a Narón és az Aóosz völgyei között húzódott. Az ókori történelmi munkák szerzői azonban csupán uralkodása végén emlékeztek meg róla, így nem világos, Teutának milyen szerepe lehetett férje mellett az illír politika és hadviselés irányításában.
Teuta feltehetően nem szült fiúutódot, ezért Agrón – a kor szokásainak megfelelően – később egy második asszonyt is nőül vett, Triteutát, aki egy fiúgyerekkel, Pinnésszel örvendeztette meg. Agrón váratlanul bekövetkezett halála idején, i. e. 231-ben Pinnész még karonülő gyermek volt, ezért az illíriai öröklési rendnek megfelelően Teuta vette át régensként az uralkodást. Az államügyeket egy tanácsadói testület, a philoi segítségével intézte, amelynek legfontosabb tagja Pharoszi Démétriosz volt. Sógorát, Agrón öccsét, Szkerdilaidaszt Teuta az illír hadsereg főparancsnokává nevezte ki. A kortárs Polübiosz történeti munkája szerint hadseregének vezetőit a már férje idejében is jellemző partvidéki fosztogatások és a kalóztevékenység fokozására ösztönözte, emellett újabb lemboszokat építtetve tovább-bővítette az illír flottát. Politikáját tekintve megsokszorozott intenzitással folytatta Agrón területszerző hódításait, különösen az országától délre fekvő epiruszi területek rovására.

### Háború Epirusszal
Uralkodása második évében, i. e. 230-ban megindította az Epiróta Szövetség elleni hadjáratát. Flottájának egy része a peloponnészoszi Éliszt és Messzéniát támadta, ezalatt a flotta nagyobbik része és az 5 ezres gyalogság Epirusz ellen indult. A főváros, Phoiniké bevételét követően Teuta hadvezére, Szkerdilaidasz megsemmisítő vereséget mért az epiróta seregre. A további összecsapásoknak kényszerűen véget kellett vetni, Teuta ugyanis aggasztó híreket kapott országa északkeleti vidékeiről: a forrongó lakosság Longarosz király Dardániájához kívánt csatlakozni. A harcoló felek fegyverszünetet kötöttek, amelynek értelmében az illírek a hadi zsákmány és a rabszolgának elhurcoltak felett még hadisarc megfizetésére is kötelezték az epirótákat. Teuta flottájával visszatért fővárosába, Szkerdilaidasz pedig a szárazföldi úton sietett leverni a dardánokkal szövetkező északkeleti illíreket. Teuta Illír Királysága az epiróták legyőzésével, majd a lázongás leverésével katonailag az Adria keleti medencéjének egyik legütőképesebb katonai hatalma lett. Polübiosz feljegyzései szerint az i. e. 231-es medioni illír diadal után az Epirusz elleni hadjárat, Phoiniké eleste és lakóinak rabszolgasorba taszítása nem kis nyugtalansággal töltötte el a partvidék görög lakosságát. Az epiróták és az akarnaniaiak éppen ezért csakhamar követséget menesztettek Teuta királynéhoz, és szövetségre léptek vele az aitólok és az akhájok elleni további harcokban.

### Háború Rómával

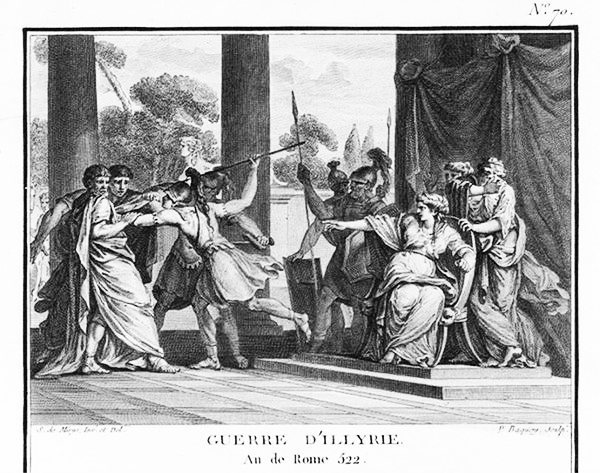
Teuta parancsot ad a római követ meggyilkolására (18. századi metszet)

A katonai siker nyomán Teuta fokozta a partvidék és a tengeren közlekedő itáliai és görög kereskedőhajók elleni támadásokat és fosztogatásokat. A megfélemlített lakosság és a kereskedők Rómához fordultak katonai segítségért, de a szenátus először diplomáciai úton kívánta elsimítani az ellentéteket. A Teutához menesztett római követek egyikét azonban a királyné meggyilkoltatta. Teuta tisztában volt vele, hogy az orgyilkosság felér egy hadüzenettel. Így, hogy védelmi pozícióit biztosítsa, i. e. 229-ben megkísérelte bevenni Epidamnosz városát, majd miután ebben kudarcot vallott, flottája Kerküra ostromára készülődött. A kerküraiak akháj szövetségeseikhez fordultak segítségért, akik tíz hadihajóval meg is jelentek a Jón-tengeren. A könnyű lemboszokból álló illír flotta a paxoszi tengeri csata során egy fortélyos hadicsellel legyőzte az akhájokat, egyik hajójukat – fedélzetén magával a sztratégosszal – pedig el is süllyesztették. Teuta harcosai előtt a kerküraiak önként megnyitották a kapukat, akik egy Pharoszi Démétriosz vezette helyőrséget telepítettek a városba. Ezt követően az illír flotta visszahajózott Epidamnosz alá, és újra ostrom alá vette a várost, de minden eredmény nélkül.
A stratégiai ponton fekvő Kerküra eleste felgyorsította az eseményeket, vagy éppen végső ürügyet szolgáltatott a katonai beavatkozásra: Róma hadat üzent az Illír Királyságnak, kitört az első római–illír háború. Kétszáz hajó élén Gnaeus Fulvius Centumalus consul kihajózott Itáliából, és egyenesen Kerküra felé vette az irányt. A történelem során első ízben szelték át római hajók háborús céllal az Itáliától keletre lévő tengereket. Pharoszi Démétriosz minden ellenállás nélkül átengedte a várost a rómaiaknak, és a háború idejére tanácsadójukul szegődött. A római flotta ezt követően Apollóniánál egyesült Lucius Postumius Albinus 20 ezer gyalogosból és 2 ezer lovasból álló seregével, majd felszabadították az illírek által ostromlott Epidamnoszt, és az Ardaxanosz völgyéig nyomultak előre. A mai napig azonosítatlan Nutria városánál ugyan vereséget szenvedtek az illírektől, de még felszabadították Issza szigetét, majd visszatértek Epidamnosz környékére.
Teuta ez idő alatt Rhizónba fészkelte be magát, de az illírek ellenállása végül megtört. A tél elmúltával, i. e. 228 kora tavaszán került sor a béketárgyalásokra a szenátus és Teuta Rómában megjelent képviselői között. Ennek értelmében az Illír Királyság elismerte Róma fennhatóságát és hadisarcot volt köteles fizetni a hódítóknak. Teuta uralma Lisszosz tágabb környezetére szorult vissza. A meghódított területek egy részét a rómaiak protektorátusuk alá vonták, ahol a háború elmúltával is negyven hajót és egy illírekből szervezett légiót állomásoztattak Lucius Postumius vezetésével. Szolgálataiért cserébe Pharoszi Démétrioszt megtették szülőföldje, Pharosz és az azzal határos dalmáciai partok kormányzójává.

### Bukása
Teuta nyers erőpolitikája tehát nem vezetett sikerre: Róma megvetette lábát az Adriai-tenger keleti partvidékén, és a protektorátusuk alá vont illíriai területek szolgáltak az elkövetkező évtizedekben területszerző hadjárataik kiindulópontjául. Polübiosz diplomáciai érzékkel nem rendelkező, gyilkos indulatokkal túlfűtött, kiszámíthatatlan uralkodóként írta le az özvegy királynét, akinek bukása elkerülhetetlen volt. Az Aitóliai, az Akháj és az Epiróta Szövetség kitörő lelkesedéssel fogadta bukásának hírét, azt mondván, hogy Teuta illírjei nem egyik vagy másik nép, hanem mindannyiuk közös ellenségei voltak. Appianosz ugyanakkor arról számolt be, hogy a békekötés után Teuta a rómaiakhoz menesztett egy küldöttséget, és megkövette őket az elmúlt évek illíriai eseményei miatt – jóllehet, igyekezett halott férjére, Agrónra hárítani a politikai felelősséget –, egyúttal a római dezertőröket és hadi foglyokat is visszajuttatta a köztársaságnak.
|  |  |

Akárhogy is volt, Cassius Dio történeti munkája szerint Teuta a rákövetkező évben, i. e. 217-ben lemondott régensi hivataláról. Hogy további sorsa hogyan alakult, arról nem szólnak a korabeli krónikák. Lemondását követően az őt eláruló Pharoszi Démétriosz, a rómaiak helytartója nőül vette Agrón másik özvegyét, Triteutát, ezzel a kiskorú illír uralkodó, Pinnész törvényes gyámja, az Illír Királyság régense lett. Démétriosz kalandor politikusnak bizonyult, az i. e. 220-as évek közepétől visszatért a kalózkodás gyakorlatához, Makedónia szövetségeseként szembefordult Rómával, és végül az i. e. 219-ben kitört második római–illír háború vetett véget régensi hatalmának.

## Emlékezete
Dalmáciában tartotta magát a szájhagyomány, hogy Teutát lemondását követően a mai Svetac szigetére száműzték, ahol várat építtetett magának, és ott élte le hátra lévő éveit. A Krajicin néven ismert várromok alternatív elnevezései Teutina kula (Teuta-torony) vagy Teuta grad (Teuta-vár).
A tudományosan nem tisztázott, de Albániában meglehetősen közkeletű illír–albán kontinuitáselmélet okán Teuta – Agrón és Genthiosz mellett – az „albán történelmi múlt” egyik kiemelt figurája. A 2000-ben forgalomba állított százlekes érme hátoldalán a dárdát tartó és pajzsra támaszkodó Teuta egész alakos ábrázolása látható. Az albánok körében a Teuta és a Tefta a kedvelt és gyakori női nevek egyike (lásd Tefta Tashko-Koço, Tefta Cami). Nevét viseli Durrës labdarúgócsapata, a Klubi Futbollit Teuta Durrës.